# Goriška Gora
Goriška Gora je naselje v Občini Škocjan.